# Rvarud
Rvarud è un comune dell'Azerbaigian situato nel distretto di Lerik. Conta una popolazione di 820 abitanti.